# Renault K

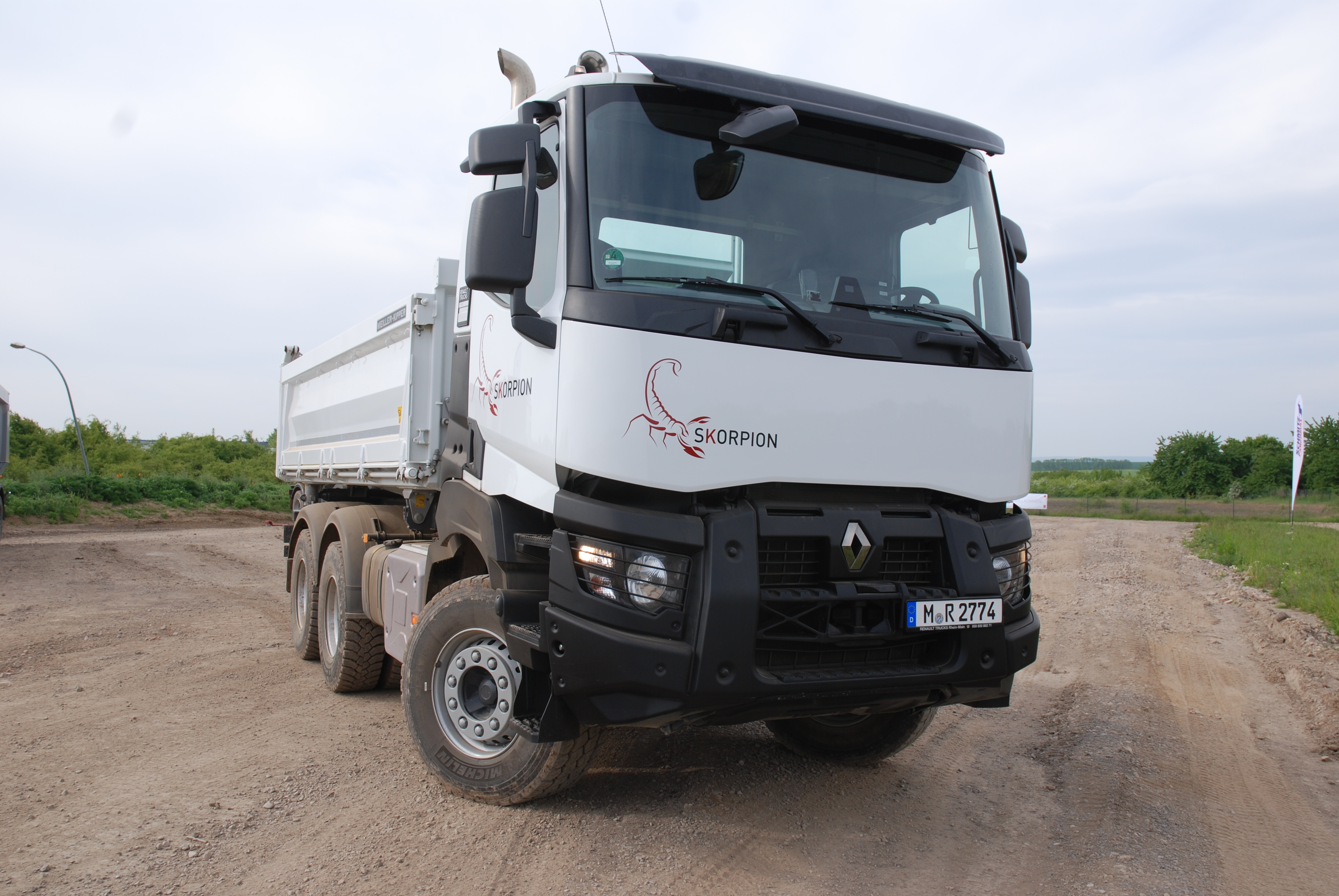
Renault K wywrotka

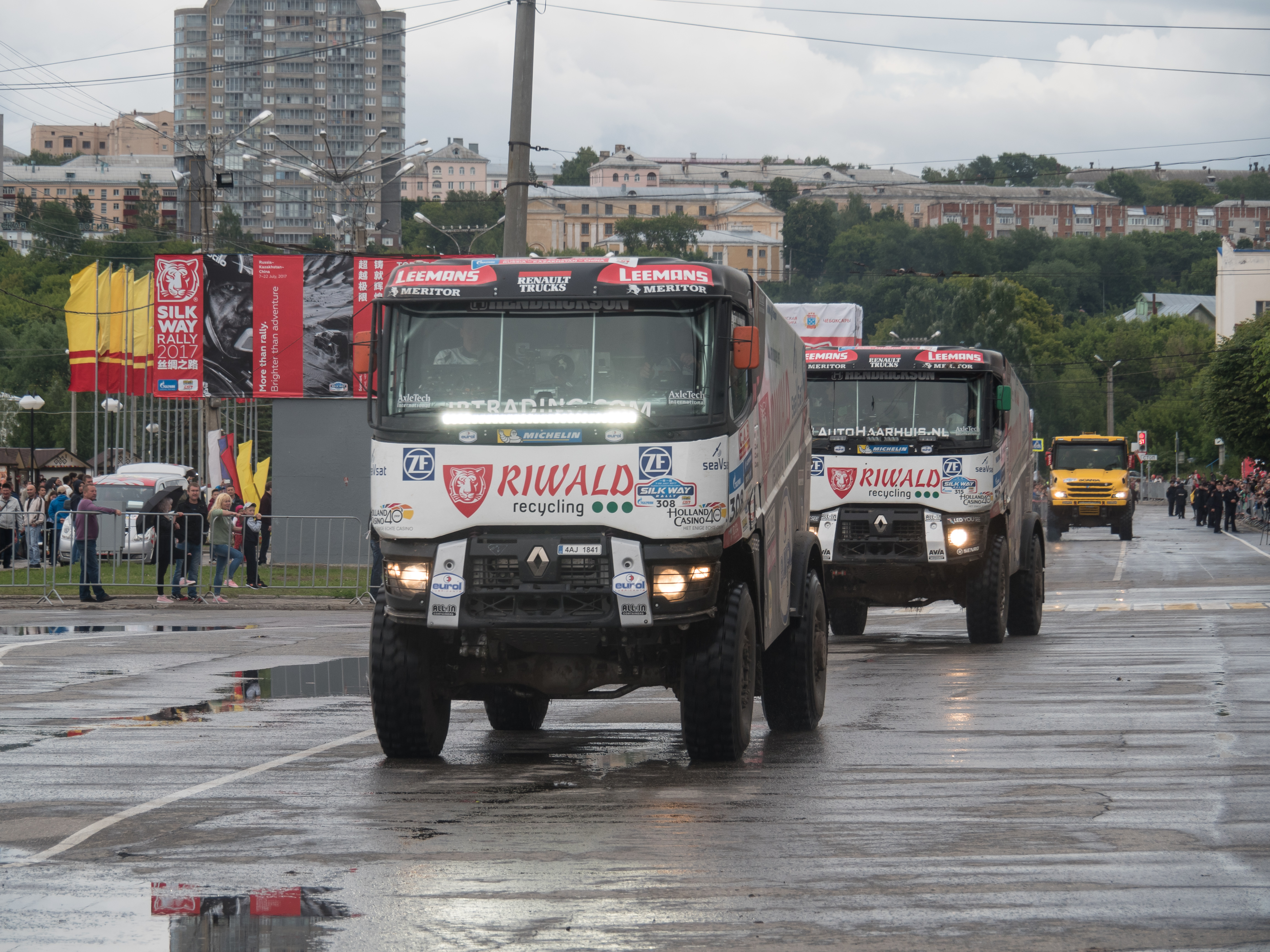
Renault K wersja rajdowa

Renault K jest typoszeregiem dużych ciężarówek budowlanych, które są przystosowane do użytkowania w terenie. Seria K powstała jako następca Renault Kerax. W serii K zastosowano kabinę o szerokości 2,5, taką samą jak w Renault T, ale tylko i wyłącznie w wersjach z tunelem silnika wewnątrz oraz ze stalowym zderzakiem przednim. Seria K jest największą ciężarówką w gamie Renault, która może osiągać DMCz do 120 t.
- K kabina 2,5[3][4]
  - DMC 19–50 t / DMCz 70–120 t
  - Podwozie 4×2, 4×4, 6×4, 6×6, 8×4, 8×6, 8×8[5]; Ciągnik siodłowy 4×2, 4×4, 6×4, 6×6;
  - Silniki:
    - DTI 11:
      - 380 KM, 1800 Nm
      - 430 KM, 2050 Nm
      - 460 KM, 2200 Nm

    - DTI 13:
      - 440 KM, 2200 Nm
      - 480 KM, 2400 Nm
      - 520 KM, 2550 Nm

  - Skrzynia biegów:
    - manualna 14 biegów
    - zautomatyzowana 12 biegów

  - Kabiny: dzienna, niska długa